# 菅沼定勝
菅沼 定勝（すがぬま さだかつ）は、戦国時代の武将。三河国島田（現・新城市）を本拠とした国衆。

## 生涯
菅沼定勝は奥三河一帯に割拠した国人領主・菅沼氏の庶流である島田菅沼氏の当主。『寛政重脩諸家譜』では実名を「三照」として「定勝」を父としているが、両者は同一人物である可能性が高いという。
定勝は他の菅沼氏と同様に駿河今川氏に属し、永禄2年（1559年）10月に尾張大高城での合戦の戦功を今川義元より賞され感状を授与されている。翌永禄3年（1560年）5月の桶狭間の戦いでは奥三河の武節方面に出兵しており、戦後今川氏真より戦功を賞された。
永禄4年（1561年）に松平元康が今川氏から独立すると、やがて他の三河国衆と同様に松平（徳川）氏に従属するようになった。しかし元亀3年（1572年）に武田信玄による徳川領国への侵攻が開始されると、本家の田峯菅沼氏含む山家三方衆と共に武田氏に従属した。翌年の天正元年（1573年）8月に徳川家康が奥平定能に宛てた起請文には、定勝の名前が本家の菅沼定忠ら田峯菅沼氏の家中と共に武田方に付いた三河国衆として記載されており、田峯菅沼氏の親類衆として扱われている。
その後時期は不明ながら再び徳川氏に属し、後に結城秀康に仕え、越前国に移った。元和元年（1615年）に越前国にて死去した。子の定重の代に後継がいなかったことから断絶した。